# Marcel Jouhandeau

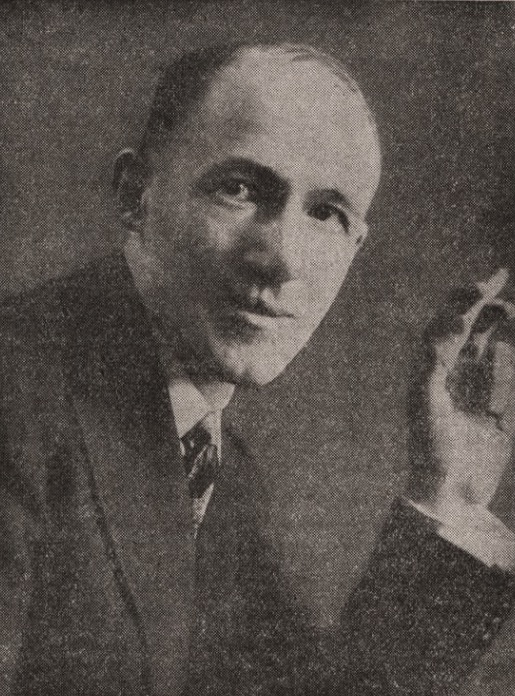
Marcel Jouhandeau, 1930,

Marcel Jouhandeau (Guéret, 26 juli 1888 - Rueil-Malmaison, 7 april 1979) was een Frans schrijver.

## Leven
Jouhandeau groeide op in een door vrouwen gedomineerde wereld, met door hem vereerde moeder, een dominante grootmoeder en veel tantes en zussen. Hij werd katholiek opgevoed en dacht er zelfs enige tijd over in het klooster te gaan. Uiteindelijk trok hij echter naar Parijs en ging er studeren, onder andere aan de Sorbonne. In 1912 werd hij leraar Frans en Latijn.
Jouhandeau had homoseksuele gevoelens, maar zag die aanvankelijk als een zonde tegenover God. Niettegenstaande zijn schaamtegevoelens gaf hij zich herhaaldelijk over aan homoseksuele affaires. Het zou een levenslang spanningsveld blijken voor Jouhandeau. In 1914 verbrandde hij de manuscripten van zijn eerste literaire werk en deed een poging tot  zelfmoord. Nadat hij deze crisis overwonnen had schreef hij zijn eerste dorpsschetsen en behaalde zijn eerste voorzichtige literaire succes.
Over de periode van de Eerste Wereldoorlog schreef hij een kroniek van zijn woonplaats Guéret ("Pincegrain", 1924), die veel stof deed opwaaien vanwege de weinig flatteuze karakterbeschrijvingen (waarin ook zijn antisemitische gevoelens bij tijd en wijle de kop opstaken).
Op zijn veertigste huwde Jouhandeau de danseres Élisabeth Apremont (Elyse), eerder maîtresse van Charles Dullin en vriendin van Jean Cocteau en andere Parijse prominenten. Het zou een van de grote slechte huwelijken uit de wereldliteratuur worden, ondanks het feit dat het meer dan dertig jaar standhield. Hun liefdesaffaire was hartstochtelijk, tot hun seksleven abrupt eindigde toen Élise een vriendje van Jouhandeau met een mes te lijf wilde gaan. 
Jouhandeau en Elyse kregen een zoon en adopteerden een dochter. Na de dood van Elyse in 1971 trok Jouhandeau zich uit het openbare leven terug en trok in bij zijn zoon. Hij stierf in 1979.

## Werk
Naast het al aangehaalde "Pincegrain" verkreeg Jouhandeau bekendheid door zijn autobiografische roman "La jeunesse de Theophile" (1921), waarin hij zijn katholieke jeugd en zijn seksuele omgang ter sprake brengt. In 1926 publiceert hij twee van zijn belangrijkste romans: "Les Térébinte" en "Monsieur Godeau intime". Beide romans illustreren een groot talent voor zelfbeschouwing en het gebruik van een soort microscopische analyse bij het bestuderen van andere mensen.
Jouhandeau verkreeg op late leeftijd veel aandacht door zijn vlak voor zijn dood verschenen, openhartig geschreven dagboeken, "Journaliers" (1978). Het is ongenadig ernstig én humoristisch geheel, waarin de schrijver zijn standpunten en gedragingen met morele redenen en een scherpe pen rechtvaardigt. In Nederland verscheen een selectie van zijn dagboeken in de reeks Privé-domein (1989).